# Morelos (állam)
Morelos egy szövetségi állam Mexikó központi részén, mely 1869-ben jött létre, közvetlenül Mexikóvárostól délre. Területe 4893 km² (ezzel az ország második legkisebb állama), lakosainak száma (2010) kb. 1,8 millió. Fővárosa Cuernavaca.
Az állam neve José María Morelosnak, a függetlenségi háború egyik hősének nevéből ered. A klíma szempontjából kedvező elhelyezkedése miatt sok a turista, Cuernavaca mellett az egyik legismertebb városa Cuautla. Morelos egyben Emiliano Zapata szülőhazája is.

## Népesség
Ahogy egész Mexikóban, a népesség növekedése Morelos államban is gyors, ezt szemlélteti az alábbi táblázat:
| Év   | Lakosság  |
| ---- | --------- |
| 1990 | 1 195 059 |
| 1995 | 1 442 662 |
| 2000 | 1 555 296 |
| 2005 | 1 612 899 |
| 2010 | 1 777 227 |